# Takahiro SHIMIZU-taca
Takahiro SHIMIZU-taca（1977年11月16日 - ）は作曲家・編曲家・アコーディオン奏者。O型。1999年よりフランス・パリ在住。パリを拠点にヨーロッパ各地、日本を中心に活動中。

## プロフィール
1977年岡山生まれ。9 才でアコーディオンを始める。20 才でイタリア留学、その後パリへ。クラシック・アコーディオンを Frederic Guerouet、ジャズ・アコーディオンを Daniel Mille、Crestiano Toucas、作曲を Daniel Goyone、アレンジをJean Gobinet, Carine Bonnefoyの各氏に師事。 2005 年に仏クルヌー ブ・オーベルビリエ国立地方音楽院アコーディオン科を首席で修了。 仏マルシアック、シャテルロー、アンギャン、ドー ビルなどに加え、マダガスカルの国際ジャズ・フェスティバル、アルバニアのティラナワールドミュージックフェスティバル(2016)、広島国際映画祭(2017.2018)に参加。2017年のパリコレにてフランス人デザイナーのAlex Rotinのショーで演奏。国連教育・科学・文化機関(ユネスコ)での演奏、映画音楽、ダンサーとの即興や歌手、ミュージシャンとのコラボレーション、実験音楽も積極的に手がける。2008年にアル バム『風の谷』でデビュー。

## ディスコグラフィー
- 『風の谷/taca』(2008)CWR-101
- 『la route de la soie/silkroad project/taca』(2009)CWR-102
- 『Wind of Legend/taca-Wind of Legend』(2012)CWR-103
- 『LETTERS/taca』(2013)CWR-104
- 『IL CINEMA DELLA VITA/レラーブル』(2013)CWR-105
- 『とわのひかり/Aco+taca』(2015)CWR-106
- 『幸道 / レラーブル』(2016)CWR-107
- 『WoodBlast/taca-WoodBlast』(2017)CWR-108
- 『40/taca』(2017)CWR-110
- 『AlNiyat/AlNiyat』(2018)CWR-111
- 『Images/taca』(2018)CWR-112

## 映画
- 短編映画"A moi seuL"宇津野達哉監督(2015)-編曲、録音、出演。
- 映画"Cartonmoon"二階健監督(2016)-音楽プロデュース,作曲,編曲,録音。
- 映画"PAU"Alexandre LETER監督(2018)-出演,演奏。